# Armas Maasalo
Armas Toivo Valdemar Maasalo, till 1905 Masalin, född 28 augusti 1885 i Rautavaara, död 9 september 1960 i Helsingfors, var en finländsk kyrkomusiker och tonsättare.
Maasalo blev filosofie kandidat 1911. Han var 1926–1958 organist i Johanneskyrkans finska församling i Helsingfors och 1923–1951 direktor för Helsingfors kyrkomusikinstitut samt efter institutets upplösning direktor för Sibelius-Akademins kyrkomusikavdelning 1951–1955. Hans verk, bland annat två orkestersviter, en pianokonert, kantater och sånger, präglas främst av en rik ingivelse, mindre av personlig accent. 
Han var far till Rundradios musikchef Kai Maasalo.